# Клінчпорт (Вірджинія)
Клінчпорт (англ. Clinchport) — місто (англ. town) в США, в окрузі Скотт штату Вірджинія. Населення — 64 особи (2020).

## Географія
Клінчпорт розташований за координатами 36°40′48″ пн. ш. 82°44′39″ зх. д. / 36.68000° пн. ш. 82.74417° зх. д. (36.680017, -82.744075).  За даними Бюро перепису населення США в 2010 році місто мало площу 1,84 км², з яких 1,73 км² — суходіл та 0,11 км² — водойми.

## Демографія
Згідно з переписом 2010 року, у місті мешкало 70 осіб у 31 домогосподарстві у складі 17 родин. Густота населення становила 38 осіб/км².  Було 38 помешкань (21/км²).
Расовий склад населення:
| - 100,0 % — білих |

До двох чи більше рас належало 0,0 %. Частка іспаномовних становила 0,0 % від усіх жителів.
За віковим діапазоном населення розподілялося таким чином: 20,0 % — особи молодші 18 років, 65,7 % — особи у віці 18—64 років, 14,3 % — особи у віці 65 років та старші. Медіана віку мешканця становила 40,0 року. На 100 осіб жіночої статі у місті припадало 118,8 чоловіків;  на 100 жінок у віці від 18 років та старших — 115,4 чоловіків також старших 18 років.
За межею бідності перебувало 41,9 % осіб, у тому числі 46,7 % дітей у віці до 18 років та 0,0 % осіб у віці 65 років та старших.
Цивільне працевлаштоване населення становило 28 осіб. Основні галузі зайнятості: будівництво — 46,4 %, освіта, охорона здоров'я та соціальна допомога — 17,9 %, виробництво — 14,3 %.